# Alica Wertheimer-Baletić
Alica Wertheimer-Baletić (Vukovar, 10. prosinca 1937. – Zagreb, 2. rujna 2022.), hrvatska je ekonomistica, pedagoginja i akademkinja.

## Životopis
Alica Wertheimer-Baletić rođena je 10. prosinca 1937. godine u Vukovaru gdje je završila osnovnu školu i gimnaziju. Na Ekonomskom fakultetu u Zagrebu diplomirala je 1960., magisterij ekonomskih znanosti stekla je 1964., a doktorat znanosti 1965. godine. U školskoj godini 1965/66. bila je na studijskom boravku na University of Chicago, SAD. Na Ekonomskom fakultetu izabrana je za asistenticu 1961., za docenticu 1966., za izvanrednu profesoricu 1972., za redovitu profesoricu Demografije 1976. godine. Od 1968. do 1972. godine bila je predstojnicom Demografskog odjela Instituta za društvena istraživanja Sveučilišta u Zagrebu, od 1985. do 1989. godine jednom od direktora međunarodnog poslijediplomskog studija “Demographic Trends and Population Policies” na Interuniverzitetskom centru Sveučilišta u Zagrebu u Dubrovniku. Bila je, uz ostalo, predsjednicom znanstvene sekcije za demografiju pri Savezu statističkih društava Jugoslavije i pročelnicom Katedre za demografiju na Ekonomskom fakultetu. Sudjelovala je na mnogim konferencijama i znanstvenim skupovima o stanovništvu u nas i u inozemstvu (London, Liège, Windsor (Kanada), Prag, Bratislava, Kijev, Helsinki, Firenza, Jüvaskyla, Geneva, New York, itd.)

## Znanstveni rad
Napisala je 17 knjiga, i monografija, među kojima se izdvajaju: Stanovništvo SR Hrvatske - studije, 1971.; Ekonomska aktivnost stanovništva - demografski aspekt, 1978.; Demografija - stanovništvo i ekonomski razvitak, 1972. i 1983.; Stanovništvo Vukovara i vukovarskog kraja, 1993.; Stanovništvo i razvoj, 1999. Napisala je 170 članaka, studija, priloga u zbornicima, referata kao i brojne stručne radove. 
Članicom je svjetskih demografskih udruženja (International Union for the Scientific Study of Population i European Association for Population Studies). Bila je članicom redakcija i savjeta mnogih časopisa (European Population Journal, Stanovništvo, Statistička revija, Encyclopaedia moderna, Rad – HAZU, Suvremeni ekonomski problemi - HAZU, Acta oeconomico-historica, Sociologija sela, Ekonomski pregled, Zbornik radova Ekonomskog fakulteta u Rijeci, i ini). Bila je članicom delegacije Hrvatske na Europskoj konferenciji o stanovništvu u Genevi i podnijela nacionalno izvješće o stanovništvu Hrvatske (1993.) te članicom delegacije Hrvatske na pripremnom sastanku za izradu završnog dokumenta UN Konferencije o stanovništvu i razvoju u Kairu (New York, 4-23. travnja 1994.). Od godine 1998. do 2002. bila je kao stručnjakinja za demografiju predstavnicom Hrvatske pri UN Komisiji za stanovništvo i razvoj, a na 33. zasjedanju te komisije (27. – 31. ožujka 2000.) izabrana je za potpredsjednicu te komisije za jedno mandatno razdoblje.
U 1986. godine izabrana je za članicu suradnicu, a u 1992. godini za redovitu članicu Hrvatske akademije znanosti i umjetnosti. Od 1995. do 2000. godine bila je tajnicom Razreda za društvene znanosti, a od 2001. – 2003. članicom Predsjedništva, a od 2004. godine je potpredsjednicom Akademije. U listopadu 2004. izabrana je za članicu Académie Européene des Sciences, des Arts et des Lettres u Parizu.

## Djela
- Stanovništvo SR Hrvatske – Studije, Školska knjiga, Zagreb, 1971.
- Demografija – Stanovništvo i ekonomski razvitak, Informator, Zagreb, 1973. (2. prerađeno i dopunjeno izdanje, Informator, 1982.)
- Politička ekonomija kapitalizma (u suautorstvu) (poglavlja "Akumulacija kapitala i položaj radničke klase u kapitalizmu" i "Tendencijski pad profitne stope"), Zagreb, 1974.
- Stanovništvo općina Hercegovine (suautor dr. Zvonimir Baletić), Privredna komora, Mostar, 1975.
- Promjene u ekonomskoj strukturi stanovništva SR Hrvatske u razdoblju 1961-1971., s posebnim osvrtom na ekonomsku aktivnost stanovništva,knjiga III., studije Uzroci i posljedice demografskih promjena u SR Hrvatskoj, Institut za društvena istraživanja Sveučilišta u Zagrebu, Zagreb, 1975., str. 128.
- Politička ekonomija socijalizma (u suautorstvu) (poglavlje "Proces potrošnje u socijalizmu"), Informator, Zagreb, 1976.
- Ekonomska aktivnost stanovništva – demografski aspekti,Školska knjiga, Zagreb, 1978.
- Demografija-Popullsia dhe zhvilimi Economik (prijevod), Universitet Prishtines, 1978.
- Analiza i projekcija stanovništva Slavonije i Baranje (suautor dr. Zvonimir Baletić), Ekonomski institut, Zagreb, 1979.
- Znanstvene osnove populacijske politike u SR Hrvatskoj, Republički zavod za društveno planiranje, Zagreb, 1988.
- Demografski i društveno-ekonomski uvjeti razvoja zagrebačke regije, (u suautorstvu), Institut za ekonomska istraživanja Ekonomskog fakulteta, Zagreb, 1989.
- Promjene u ekonomsko-socijalnoj strukturi stanovništva Hrvatske u poslijeratnom razdoblju, Institut za ekonomska istraživanja Ekonomskog fakulteta, Zagreb, 1991.
- Stanovništvo Vukovara i vukovarskog kraja, Nakladni zavod Globus, Zagreb, 1993.
- Vukovar – vjekovni hrvatski grad na Dunavu, (u suautorstvu), Nakladna kuća Feletar, Koprivnica, 1994.
- Stanovništvo i razvoj, Nakladnička kuća MATE, Zagreb, 1999.
- The Population of Vukovar and Surrounding Area, Izd: Ekološki glasnik, Zagreb, 1999.
- Demografska teorija, razvoj stanovništva Hrvatske i populacijska politika (Izbor radova), Meridijani, Zagreb, 2017.[2]

## Nagrade i odličja
- Za znanstveni rad primila je nagradu “Mijo Mirković” (na Ekonomskom fakultetu sedam puta).
- 1977.: Nagrada Grada Zagreba (sa suradnicima).
- 1983.: Republička nagrada  “Božidar Adžija” za doprinos razvoju demografije.
- 1995.: Red Danice hrvatske s likom Ruđera Boškovića.
- 1996.: Red Danice hrvatske s likom Katarine Zrinske.
- 2000.: Državna nagrada za životno djelo za područje društvenih znanosti.
- 2004.: Nagrada "Annales Pilar" za doprinos razvoju demografije u Hrvatskoj.

## Vanjske poveznice